# Chah Ab (distrikt)
Chah Ab är ett distrikt i Afghanistan. Det ligger i provinsen Takhar, i den nordöstra delen av landet, 300 kilometer norr om huvudstaden Kabul. Administrativ huvudort är Chah Ab.
Distriktet beräknades år 2022 ha cirka 94 000 invånare.